# 평산초등학교 (창원시)
평산초등학교는 대한민국 경상남도 창원시에 있는 공립 초등학교이다.

## 학교 연혁
- 2000년 3월 1일: 개교
- 2004년 3월 1일: 교육 공동체 학교

## 참고 자료
유튜브에 '창원 평산초등학교' 검색(https://www.youtube.com/results?search_query=%EC%B0%BD%EC%9B%90+%ED%8F%89%EC%82%B0%EC%B4%88%EB%93%B1%ED%95%99%EA%B5%90
- 평산초등학교 - 한국교육학술정보원 학교알리미